# Europa FC
Europa FC (tidigare College Europa FC) är en fotbollsklubb från Gibraltar som spelar i Gibraltar Premier Division, Gibraltars högsta nivå i fotboll. Laget delar sin hemmaarena Victoria Stadium med resten av klubbarna (inklusive landslaget) i det brittiska territoriet.

## Historia
Klubben grundades 1925 som Europa FC, klubben var regelbundet aktiv till 1970. På 1980-talet slogs klubben ihop med College, då man även då bytte namn till College Europa FC, Gibraltars fotbollsförbund godkände först inte namnbytet och räknade inte då in vunna titlar under Europa FC, däremot när Uefa godkände namnbytet gjorde fotbollsförbundet likadant och har gett tillbaka meriterna. 
År 2014 blev laget det första från Gibraltar att spela i Europa League då man blivit finalister i Rock Cup 2014 eftersom cupvinnarna redan var kvalificerade för Champions League så tilldelades klubben Europa League-platsen. Laget ställdes mot FC Vaduz från Liechtenstein, man förlorade dubbelmötet med sammanlagt 0–4, första matchen slutade 0–3 och andra matchen slutade 0–1. 2015 återtog klubben sitt ursprungliga namn, Europa FC

## Meriter
- Gibraltar Premier Division (7): 1929, 1930, 1932, 1933, 1938, 1952, 2017
- Rock Cup (8): 1938, 1946, 1950, 1951, 1952, 2017, 2018, 2019
- Gibraltar Premier Cup (1): 2015
- Pepe Reyes Cup (3): 2016, 2018, 2019

## Placering senaste säsonger
| Säsong  | Nivå | Liga             | Placering | Referens | Notering                      |
| ------- | ---- | ---------------- | --------- | -------- | ----------------------------- |
| 2013/14 | 1    | Premier Division | 4         | [ 4 ]    |                               |
| 2014/15 | 1    | Premier Division | 2         | [ 5 ]    |                               |
| 2015/16 | 1    | Premier Division | 2         | [ 6 ]    |                               |
| 2016/17 | 1    | Premier Division | 1         | [ 7 ]    |                               |
| 2017/18 | 1    | Premier Division | 2         | [ 8 ]    |                               |
| 2018/19 | 1    | Premier Division | 2         | [ 9 ]    |                               |
| 2019/20 | 1    | National League  | P         | [ 10 ]   | Coronaviruspandemin 2019–2021 |
| 2020/21 | 1    | National League  | 2         | [ 11 ]   |                               |
| 2021/22 | 1    | National League  | 2         | [ 12 ]   |                               |
| 2022/23 | 1    | National League  | 2         | [ 13 ]   |                               |
| 2023/24 | 1    | National League  | 8         | [ 14 ]   |                               |
| 2024/25 | 1    | National League  |           | [ 15 ]   |                               |

### Översikt i Europaspelet
| Säsong    | Tävling               | Runda | Klubb             | Hemma | Borta      | Totalt |
| --------- | --------------------- | ----- | ----------------- | ----- | ---------- | ------ |
| 2014/2015 | Uefa Europa League    | 1K    | Vaduz             | 0–1   | 0–3        | 0–4    |
| 2015/2016 | Uefa Europa League    | 1K    | Slovan Bratislava | 0–6   | 0–3        | 0–9    |
| 2016/2017 | Uefa Europa League    | 1K    | Pjunik            | 2–0   | 1–2        | 3–2    |
| 2016/2017 | Uefa Europa League    | 2K    | AIK               | 0–1   | 0–1        | 0–2    |
| 2017/2018 | Uefa Champions League | 1K    | The New Saints    | 2–1   | 1–3 (e.f.) | 3–4    |
| 2018/2019 | Uefa Europa League    | PK    | Prishtina         | 1–1   | 0–5        | 1–6    |